# Henri Maus
Henri Maus (Namur, 22 ottobre 1808 – Bruxelles, 13 luglio 1893) è stato un ingegnere belga.

## Biografia
Nel 1830 lavorò presso il cantiere del progetto del canale tra la Mosa e la Mosella. Dopo la rinuncia al progetto da parte dei committenti, divenne direttore di una miniera di carbone nella regione di Liegi, ove si dedicò in particolare ai problemi di eduzione.
Egli è noto per aver concepito ed eseguito il progetto di allestimento dei piani inclinati di Ans a Liegi e del loro sfruttamento mediante cavi e macchine fisse.
Henri Maus si è fatto anche un nome in campo scientifico nel proporre i mezzi di perforazione da impiegare per l'esecuzione del Traforo ferroviario del Frejus, iniziato nel 1854 e terminato nel 1870.
Divenne corrispondente dell'Accademia del Belgio il 16 dicembre 1846 e  membro il 15 dicembre del 1864. Nel 1868 fu nominato Ispettore generale dei Ponts et chaussées.

## Riconoscimenti
- La rue Henri Maus di Liegi, nel quartiere del Laveu.
- Un istituto technico a Namur porta il suo nome.
- Piazza Henri Maus all'incrocio delle vie Dewez e Delvaux a Namur